# Anna Hahn
Anna Hahn, de vegades citada com a Anna Khan (Riga, 21 de juny de 1976) és una jugadora d'escacs estatunidenca, anteriorment letona, que té el títol de Mestre Internacional Femení des de 1995. Treballa a l'empresa de gestió d'inversions D. E. Shaw & Co. a Nova York.

## Biografia i resultats destacats en competició
A la seva Letònia nadiua, hi guanyà el campionat d'escacs femení el 1992, i posteriorment es va mudar a viure als Estats Units, on el 1994 va guanyar el campionat de la New York City High School, i va contribuir a fer que aquesta entitat aconseguís tres campionats National High School consecutius (1992–1994).
El 2000 participà en el Campionat del món d'escacs femení, i fou eliminada en segona ronda per la xinesa Xu Yuhua (1½ - ½). Participà també al Campionat del món d'escacs femení de 2004, però fou eliminada en primera ronda per Pia Cramling (1½ - ½).
El 2003 va guanyar el campionat femení dels Estats Units a Seattle després de vèncer Irina Krush i Jennifer Shahade en un playoff a tres bandes pel títol. A continuació, es va generar certa controvèrsia i debats en els mitjans quan Hahn, malgrat aquest resultat, no fou seleccionada per l'equip que s'entrenava per les olimpíades d'escacs. Foren seleccionades Krush i Shahade, que s'uniren a les millors jugadores per rànquing, Susan Polgar i Anna Zatonskih per formar un equip capaç de competir contra les favorites xineses.
El 2005 s'implicà en tasques directives dins l'Association of Chess Professionals

### Participació en competicions per equips
Hahn ha representat Letònia a la 30a Olimpíada a Manila 1992, i els Estats Units a la 34a Olimpíada a Istanbul 2000.